# Michail Prochorov
Michail Dmitrievič Prochorov (in russo Михаил Дмитриевич Прохоров?; Mosca, 3 maggio 1965) è un imprenditore e politico russo con cittadinanza israeliana dall'aprile 2022 che ha fatto la propria fortuna nel settore finanziario, arrivando a controllare buona parte della produzione di minerali preziosi nel Paese.
Fondatore ed ex presidente del fondo di investimento privato ONEXIM e di Polyus Gold, è presidente del gruppo Pnexim. Prochorov è il 193° uomo più ricco del mondo, con una fortuna stimata da Forbes nel 2021 in 11,4 miliardi di dollari.
Fondatore del partito Piattaforma Civica, già capo del partito Just Cause (giugno-settembre 2022), nel dicembre 2011 Prokhorov si è candidato come candidato indipendente alle elezioni presidenziali russe del marzo 2012. Ha ottenuto il terzo posto (secondo a a Mosca, San Pietroburgo ed Ekaterinburg) con il 7,98% dei voti.
Prochorov è stato proprietario di una squadra di pallacanestro della NBA, i Brooklyn Nets, fino al settembre 2019.

## Biografia
Nel 1989, Prokhorov si è laureato all'Istituto di Finanza di Mosca. Dal 1989 al 1992, ha lavorato in una posizione di gestione presso la Banca internazionale per la cooperazione economica. In seguito, è stato brevemente a capo del consiglio di amministrazione della banca MFK (International Finance Company) e poi della United Export-Import Bank (Uneximbank; akas: Onexim Bank; Oneksimbank).
Nel 1992, all'età di 27 anni, Prokhorov si associò a Vladimir Potanin per gestire Interros, una holding che usarono nel 1995 per effettuare l'acquisto di Norilsk Nickel, una delle più grandi società russe di estrazione e fusione di nichel e palladio. Durante la privatizzazione in gran parte non regolamentata delle ex industrie controllate dallo stato dopo il crollo dell'URSS, Prokhorov e Potanin (quest'ultimo allora vice primo ministro che supervisionava le privatizzazioni) sono stati in grado di acquisire le azioni dai lavoratori di Norilsk Nickel per una frazione del loro valore di mercato stimato e prendere la proprietà della società. Quando se ne andò nel 2007, la quota di Prokhorov nella società valeva 7,5 miliardi di dollari.
Nel 2007 Prokhorov separa le sue attività da quelle di Potanin e lancia il fondo d’investimento Onexim. Nel 2009 ha acquistato i New Jersey Nets, divenendo il primo proprietario non statunitense di una squadra dell’Nba), hockey e calcio.
Nel maggio 2011, Prokhorov ha annunciato un piano per unirsi alla leadership del partito politico russo pro-business Right Cause. Pur non essendo antagonista al Cremlino, il partito è stato visto come probabile sostenitore del  presidente Dmitry Medvedev piuttosto che il primo ministro Vladimir Putin se quest'ultimo fosse entrato nella corsa presidenziale del 2012. Nel giugno dello stesso anno, Prokhorov è stato eletto alla guida del partito al Congresso del Partito della Causa Giusta del 2011. Alla cerimonia di accettazione, Prokhorov ha criticato ufficialmente l'attuale tandem al potere di Medvedev-Putin, la struttura della Russia, e ha promesso di riportare la Russia a un corso di sviluppo stabile. Tuttavia, nel settembre 2011, Prokhorov ha invertito la rotta e si è dimesso da Right Cause, "condannandolo come un 'partito fantoccio del Cremlino' microgestito da un 'burattinaio' nell'ufficio del presidente Vladislav Y. Surkov". 

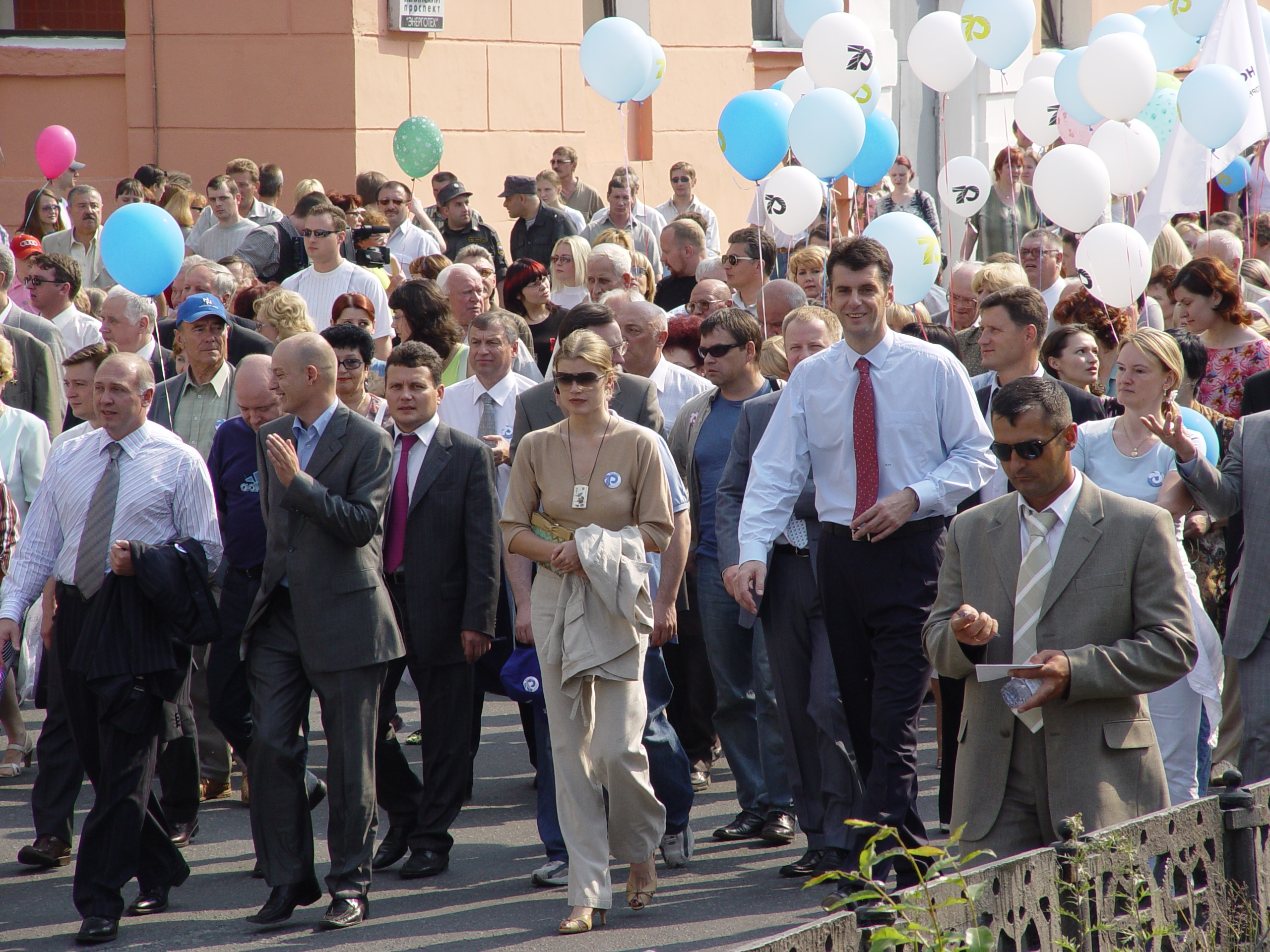
Mikhail Prokhorov (centrodestra, con la cravatta rossa)

Nel 2014, Prokhorov ha annunciato che stava considerando di spostare il controllo della sua proprietà nei Brooklyn Nets in una delle sue filiali con sede in Russia, nel tentativo di rispettare l'ordine di Putin, firmato in legge nel 2013, che nessun politico russo dovrebbe avere attività e azioni straniere e che tutte le società russe dovrebbero essere registrate e pagare le tasse localmente.
Nel 2016, Prokhorov si è scontrato con Putin quando il suo gruppo mediatico Onexim, in particolare RBC Media, ha pubblicato articoli e notizie sui Panama Papers e sulle connessioni e le risorse offshore del genero di Putin Kirill Shamalov. Gli uffici di Onexim sono stati perquisiti dal Servizio di sicurezza federale e dai funzionari del dipartimento delle imposte, nell'aprile 2016. Le incursioni sono state ufficialmente descritte come parte di un'indagine su un'altra banca, ma l'FSB ha riferito che sono state scoperte violazioni fiscali in "un certo numero di strutture commerciali".
Un certo numero di giornalisti dei media, tra cui caporedattore di RBC Media, sono stati licenziati dopo il raid, tra voci di pressioni e opposizione da parte del Cremlino.
Nel giugno 2012, è diventato il leader del  Partito della Piattaforma Civica.

### Campagna presidenziale del 2012

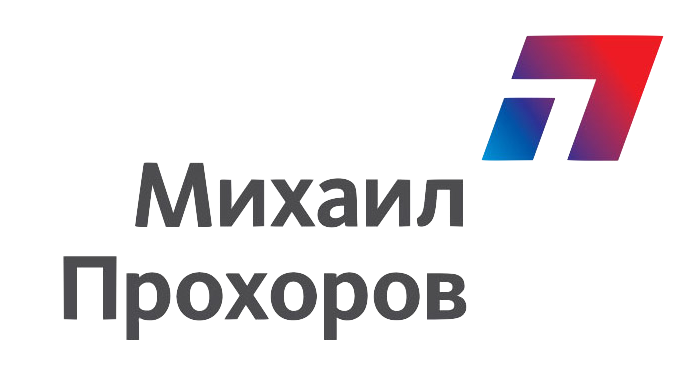
Logo della campagna elettorale di Prokhorov

Nel dicembre 2011, dopo le elezioni legislative, Prokhorov ha annunciato che avrebbe partecipato alle elezioni presidenziali del 2012 contro Vladimir Putin come indipendente. La definì all'epoca "probabilmente la decisione più importante della mia vita". Secondo il leader comunista Gennady Zyuganov e il leader dell'opposizione Boris Nemtsov la mossa era ispirata dal Cremlino. Secondo Nemtsov, è stato un tentativo "di preservare il regime di Putin". Raccolse 2 milioni di firme necessarie per permettergli di candidarsi alla presidenza. Prokhorov dichiarò che non avrebbe basato la sua campagna sulle critiche a Putin: "Le critiche non valgono più del 10%... Vorrei concentrarmi sulle cose che farei", ha detto.
Il 4 marzo 2012 alle elezioni presidenziali, Prokhorov ha ottenuto il 7,94% dei voti. Secondo un sondaggio di VTSIOM, la sua candidatura era conosciuta solo dall'8% dell'elettorato russo.
Nel 2015, Prokhorov si è dimesso dalla leadership del Partito della Piattaforma Civica e lo ha lasciato.

## Vita privata
Mikhail Prokhorov non è sposato. Nel 2007, è stato arrestato con diversi altri ospiti nella stazione sciistica francese di Courchevel durante un raid contro la prostituzione.